# Danh sách tập phim Tsubasa: Reservoir Chronicle

Bìa DVD tiếng Anh đầu tiên được phát hành bởi Funimation Entertainment vào ngày 22 tháng 5 năm 2007

Tsubasa: Reservoir Chronicle là manga của Clamp, đã được chuyển thể thành bốn phiên bản anime khác nhau từ năm 2005 đến năm 2009, bao gồm hai mùa xê-ri anime truyền hình, một phim điện ảnh anime và hai phim ngoại truyện (OVA) với kịch bản được chấp bút bởi Ohkawa Nanase và âm nhạc được thực hiện bởi Kajiura Yuki. Bee Train từ manga được chuyển thể thành anime 52 tập dưới tựa Tsubasa Chronicle, đạo diễn bởi Mashimo Kōichi và trong mùa hai có thêm Morioka Hiroshi tham gia đồng đạo diễn. Kawasaki Hiroyuki viết kịch bản cho cả hai mùa. Production I.G đã chuyển thr xê-ri manga thành một phim anime với tên Gekijōban Tsubasa Kuronikuru: Torikago no kuni no himegimi (劇場版 ツバサ・クロニクル 鳥カゴの国の姫君, tạm dịch Tsubasa Chronicle the Movie: Công chúa của vương quốc Birdcages) được đạo diễn bởi Kawasaki Itsuro và hai OVA được đạo diễn bởi Tada Shunsuke với tên Tsubasa Tokyo Revelations và Tsubasa Shunraiki.
Mùa anime đầu tiên được phát sóng trên NHK từ ngày 9 tháng 4 năm 2005 đến 15 tháng 10 năm 2005 với số tập là 26. Phim điện ảnh anime được công chiếu tại các rạp Nhật Bản vào ngày 20 tháng 8 năm 2005. Mùa anime thứ hai được phát trên NHK từ ngày 29 tháng 4 năm 2006 đến ngày 4 tháng 11 năm 2006 với 26 tập được phát sóng. OVA đầu tiên được phát hành từ ngày 16 tháng 11 năm 2007 đến 17 tháng 3 năm 2008 gồm 3 tập. OVA thứ hai được phát hành từ ngày 17 tháng 3 năm 2009 đến 15 tháng 5 năm 2009 gồm 2 tập.
Tại Việt Nam, xê-ri anime truyền hình từng được Công ty Cổ phần Truyền thông Trí Việt (TVM Corp.) mua bản quyền và phát sóng trên kênh HTV3 dưới tựa Huyền thoại đôi cánh.

## Mùa 1
Mùa anime truyền hình đầu tiên Tsubasa Chronicle (ツバサ·クロニクル Tsubasa Kuronikuru) có ca khúc chủ đề. "Blaze" được trình bày bởi Kotani Kinya là ca khúc mở đầu phim. "Loop" (ループ Rūpu) được trình bày bởi Sakamoto Maaya là ca khúc kết thúc phim.
| #  | Tên tập phim                                                             | Ngày phát sóng gốc   |  |
| -- | ------------------------------------------------------------------------ | -------------------- |  |
|    |                                                                          |                      |  |
| 1  | "Cuộc chạm trán khó tránh" "Hitsuzen no Deai" (必然のデアイ)             | 9 tháng 4 năm 2005   |  |
| 2  | "Sức mạnh chiến đấu" "Tatakau Chikara" (戦うチカラ)                      | 16 tháng 4 năm 2005  |  |
| 3  | "Thanh gươm diệt quỷ" "Hama no Katana" (破魔のカタナ)                    | 23 tháng 4 năm 2005  |  |
| 4  | "Kẻ lang thang dễ thương" "Kegare Naki Hōrō" (汚れなき放浪)              | 30 tháng 4 năm 2005  |  |
| 5  | "Pháp sư đại chiến" "Majutsushi no Batoru" (魔術師のバトル)              | 7 tháng 5 năm 2005   |  |
| 6  | "Nước mắt chảy ngược" "Nakanai Namida" (泣かないナミダ)                  | 14 tháng 5 năm 2005  |  |
| 7  | "Kỹ vật vỡ vụn" "Kudaketa Katami" (砕けたカタミ)                         | 21 tháng 5 năm 2005  |  |
| 8  | "Con gái của thượng đế" "Kami no Manamusume" (神の愛娘)                  | 28 tháng 5 năm 2005  |  |
| 9  | "Người đàn bà bí ẩn" "Ayashiki Onna" (妖しきオンナ)                      | 4 tháng 6 năm 2005   |  |
| 10 | "Bức tường ngăn cách" "Wakare no Kagami" (別離のカガミ)                  | 11 tháng 6 năm 2005  |  |
| 11 | "Con đường định sẵn" "Erabareta Ashita" (選ばれたアシタ)                 | 18 tháng 6 năm 2005  |  |
| 12 | "Nụ cười ấm nồng" "Atatakana Egao" (暖かなエガオ)                        | 25 tháng 6 năm 2005  |  |
| 13 | "Công chúa ma quái" "Maboroshi no Otogi" (まぼろしのオトギ)              | 2 tháng 7 năm 2005   |  |
| 14 | "Sự thật truyền thuyết" "Shinjitsu no Rekishi" (真実のレキシ)            | 9 tháng 7 năm 2005   |  |
| 15 | "Niềm tin trọn vẹn" "Shinjiru Kokoro" (信じるココロ)                     | 16 tháng 7 năm 2005  |  |
| 16 | "Sức mạnh và lòng nhân ái" "Tsuyosa to Yasashisa" (強さと優しさ)         | 23 tháng 7 năm 2005  |  |
| 17 | "Quán café Vương quốc Anh Đào" "Sakura no Kuni no Kafe" (桜の国のカフェ) | 30 tháng 7 năm 2005  |  |
| 18 | "Chó và mèo" "Nyanko to Wanko" (にゃんことワンコ)                        | 20 tháng 8 năm 2005  |  |
| 19 | "Quyết định sống còn" "Ikiru Kakugo" (生きるカクゴ)                      | 27 tháng 8 năm 2005  |  |
| 20 | "Tiếng Piano trưa" "Gogo no Piano" (午後のピアノ)                        | 3 tháng 9 năm 2005   |  |
| 21 | "Sự thật về Oni" "Oni no Sugao" (鬼児のスガオ)                           | 10 tháng 9 năm 2005  |  |
| 22 | "Hồi ức còn mãi" "Kesenai Kioku" (消せないキオク)                        | 17 tháng 9 năm 2005  |  |
| 23 | "Sự sống bị đánh cắp" "Kie yuku Inochi" (消えゆくイノチ)                 | 24 tháng 9 năm 2005  |  |
| 24 | "Cuộc chiến nảy lửa" "Shitō no Yaiba" (死闘のヤイバ)                     | 1 tháng 10 năm 2005  |  |
| 25 | "Cuộc chơi cuối cùng" "Kyūkyoku no Gēmu" (究極のゲーム)                  | 8 tháng 10 năm 2005  |  |
| 26 | "Điều ước cuối cùng" "Saigo no Negai" (最後の願い)                       | 15 tháng 10 năm 2005 |  |

## Mùa 2
Hai ca khúc chủ đề được sử dụng trong mùa anime thứ hai. "It's" được trình bày bởi Kotani Kinya là ca khúc mở đầu phim. "A Jet Waiting For Wind" (風待ちジェット Kazemachi Jetto) được trình bày bởi Sakamoto Maaya là ca khúc kết thúc phim.
| #  | Tên tập phim                               | Ngày phát sóng gốc   |  |
| -- | ------------------------------------------ | -------------------- |  |
|    |                                            |                      |  |
| 27 | "Kiken na Rēsu" (危険なレース)             | 29 tháng 4 năm 2006  |  |
| 28 | "Mittsu no Bajji" (三つのバッジ)           | 5 tháng 5 năm 2006   |  |
| 29 | "Eikō no Gōru" (栄光のゴール)              | 13 tháng 5 năm 2006  |  |
| 30 | "Kanashii Kiseki" (哀しいキセキ)           | 20 tháng 5 năm 2006  |  |
| 31 | "Shōnen no Ketsui" (少年のケツイ)          | 27 tháng 5 năm 2006  |  |
| 32 | "Majutsushi to Dēto" (魔術師とデート)      | Bản mẫu:Startvdate   |  |
| 33 | "Ashura no Iware" (阿修羅のイワレ)         | 10 tháng 6 năm 2006  |  |
| 34 | "Owarinaki Ikusa" (終わりなきイクサ)       | 17 tháng 6 năm 2006  |  |
| 35 | "Futatsu no Kioku" (ふたつのキオク)        | 24 tháng 6 năm 2006  |  |
| 36 | "Toki o Koeru Omoi" (時をこえるオモイ)     | 1 tháng 7 năm 2006   |  |
| 37 | "Oekaki Mokona" (おえかきモコナ)           | 8 tháng 7 năm 2006   |  |
| 38 | "Kiken na Rōdo" (危険なロード)             | 15 tháng 7 năm 2006  |  |
| 39 | "Hajimari no Wakare" (始まりのワカレ)      | 22 tháng 7 năm 2006  |  |
| 40 | "Kuroki Hagane" (黒き鋼)                   | 29 tháng 7 năm 2006  |  |
| 41 | "Toshokan no Himitsu" (図書館のヒミツ)     | 5 tháng 8 năm 2006   |  |
| 42 | "Bōkyō no Kanata" (望郷のカナタ)           | 26 tháng 8 năm 2006  |  |
| 43 | "Itsutsume no Chikai" (五つ目のチカイ)     | 2 tháng 9 năm 2006   |  |
| 44 | "Kero-chan to Mokona" (ケロちゃんとモコナ) | 9 tháng 9 năm 2006   |  |
| 45 | "Nidome no Kunan" (二度目のクナン)         | 16 tháng 9 năm 2006  |  |
| 46 | "Hijutsu no Gokui" (秘術のゴクイ)          | 23 tháng 9 năm 2006  |  |
| 47 | "Hataraku Sakura" (はたらくサクラ)         | 30 tháng 9 năm 2006  |  |
| 48 | "Haō Kaosu" (羽王カオス)                   | 7 tháng 10 năm 2006  |  |
| 49 | "Yuganda Negai" (歪んだネガイ)             | 14 tháng 10 năm 2006 |  |
| 50 | "Ketsui no Nakama" (決意のナカマ)          | 21 tháng 10 năm 2006 |  |
| 51 | "Itetsuku Mitama" (凍てつくミタマ)         | 28 tháng 10 năm 2006 |  |
| 52 | "Asu e no Tsubasa" (明日へのツバサ)        | 4 tháng 11 năm 2006  |  |